# 清华大学建筑系

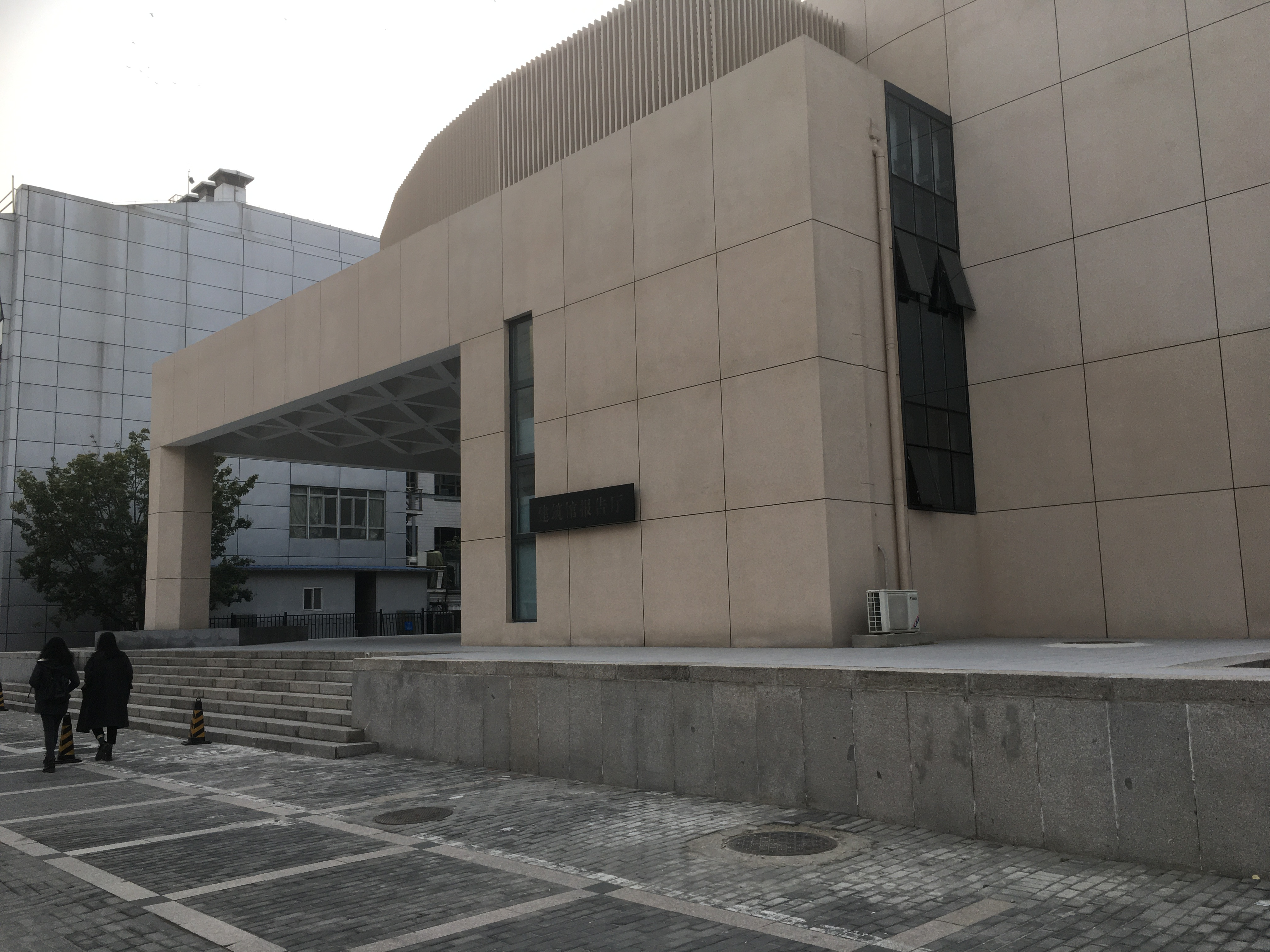
清華大學建築館報告廳

清华大学建筑系是清华大学建筑学院下属的一个系，是清华大学早期院系之一。

## 历史[4]
- 1946年，依照梁思成先生的建议，清华大学建筑系建立，梁思成为系主任。
- 1950年代，清华大学建筑系以梁思成先生为首主持了中华人民共和国国徽、人民英雄纪念碑、国家大剧院等设计。
- 1958年，增设土木建筑综合设计院。
- 1978年，恢复建筑学专业招生。
- 1988年，在原建筑系的基础上成立建筑学院，下设建筑系和城市规划系以及若干专业研究所。

## 人物
- 梁思成
- 林徽因